# Evangelische Kirche Saverne

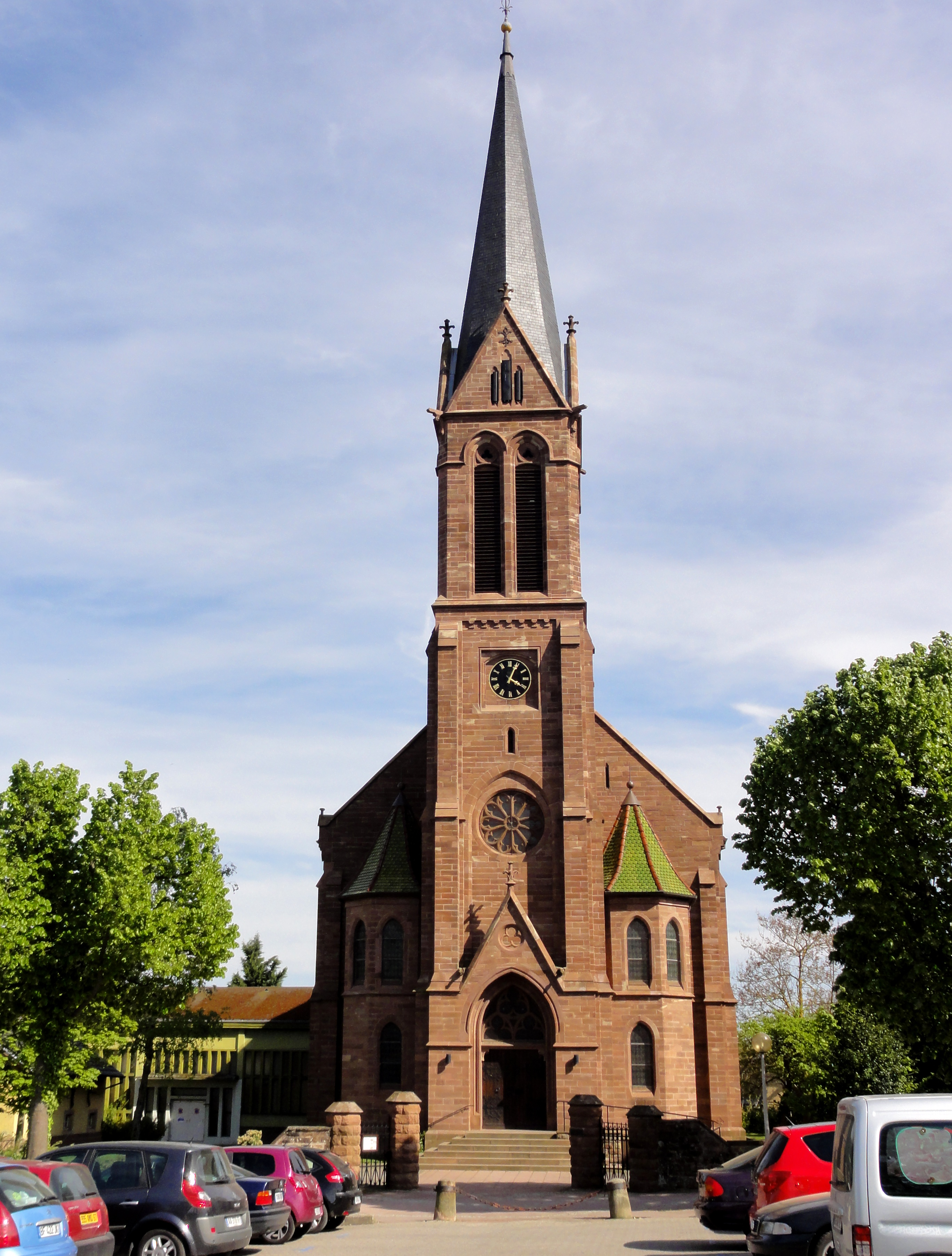
Zabern, evangelische Kirche

Die Evangelische Kirche ist ein Kirchengebäude der Protestantischen Kirche Augsburgischen Bekenntnisses von Elsass und Lothringen in Saverne (deutsch: Zabern) im Département Bas-Rhin in Frankreich.

## Geschichte

Zabern, erste evangelische Kirche, Lithographie um 1860 von Emile Lemaître

Zabern erhielt seine erste protestantische Kirche im Jahr 1847 auf dem Grund des Industriellen Goldenberg im Schleiferweg (heute: Zornhoff). Hierbei handelte es sich um einen einfachen, kastenförmigen Saalbau mit aufgesetztem Giebeldachreiter. Das Innere war durch die umlaufende Galerie und den nach protestantischer Tradition übereinander angeordneten Prinzipalstücken von Altar, Kanzel und Orgel geprägt.
Nach dem Deutsch-Französischen Krieg erhielt Zabern 1871 den Status einer Kreisstadt des Reichslandes Elsass-Lothringen im Deutschen Kaiserreich und wurde ab 1877, und vermehrt ab 1890, zur Garnison der preußischen Armee ausgebaut. Durch den Zuzug von Verwaltungsbeamten und Militärpersonal, das mehrheitlich der protestantischen Konfession angehörte, vergrößerte sich zugleich der Anteil der Evangelischen in der bis dahin vorwiegend katholischen Bevölkerung Zaberns auf etwa ein Drittel. Damit ergab sich die Notwendigkeit zur Errichtung einer eigenen evangelischen Pfarrkirche, die 1897 neben dem Exerzierplatz der Dragoner errichtet wurde.

## Architektur

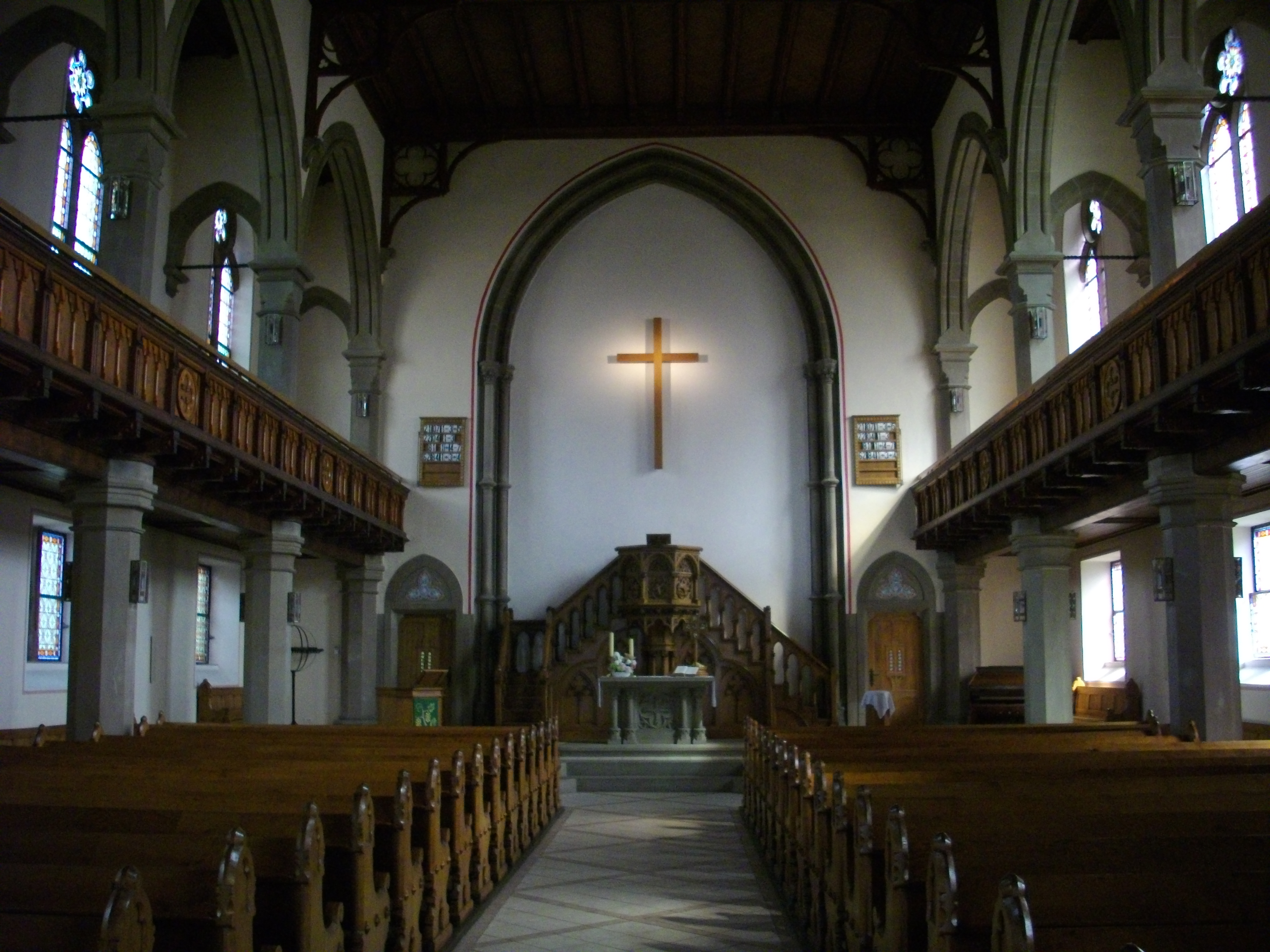
Innenraum

Nach dem Entwurf des Architekten und Stadtbaurats von Metz Conrad Wahn wurde die in rotem Sandstein ausgeführte Zaberner Kirche ähnlich der gleichzeitig entstandenen Christuskirche von Saarburg in neugotischen Formen angelegt. Der vorgesetzte und von einem Steilhelm bekrönte Turm, begleitet von Treppentürmen zu den Emporen, ist mit Wimpergportal, Fensterrose und gekuppelten Schallarkaden ausgestattet. 
Der Kirchenraum ist als flachgedeckte Wandpfeilerhalle mit Emporen in den Abseiten konzipiert. Entsprechend den Forderungen des Wiesbadener Programms von 1891 findet sich die Kanzel mit zweiläufiger Treppe hinter dem Altar aufgestellt.

## Ausstattung
Der Kirchenbau hat seine bauzeitliche Ausstattung bewahrt.

## Orgel

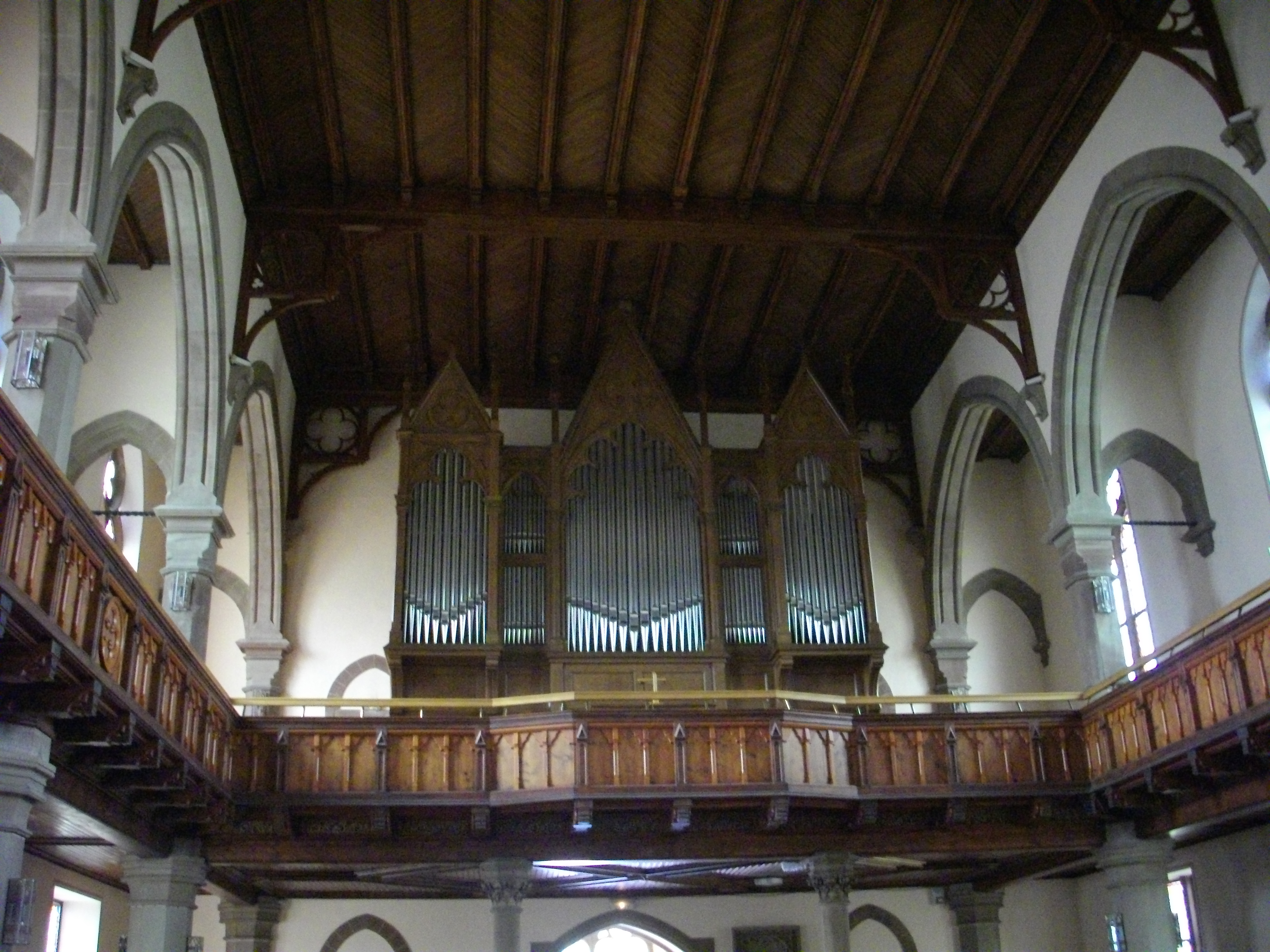
Orgel

Auch der erste Kirchenbau war 1847 mit einer Orgel aus der Werkstatt von Georges Wegmann in Straßburg ausgestattet gewesen. Die Prospektgestaltung entsprach der 1845 von Wegmann erbauten Orgel in der Evangelischen Kirche von Berg. Das Instrument besaß folgende Disposition:
| Manual C–f3 |                  |    |
| 01.         | Montre           | 8′ |
| 02.         | Bourdon          | 8′ |
| 03.         | Salcional        | 8′ |
| 04.         | Gambe            | 8′ |
| 05.         | Prestant         | 4′ |
| 06.         | Flûte à Cheminée | 4′ |
| 07.         | Doublette        | 2′ |
| 08.         | Sifflet          | 1′ |
| 09.         | Cornet IV        |    |
| 10.         | Trompette        | 8′ |

| Pédale C–f1 |           |    |
| 19.         | Flûte     | 8′ |
| 20.         | Bourdon   | 4′ |
| 20.         | Trompette | 8′ |

Bei ihrer Fertigstellung 1897 erhielt der Kirchenneubau eine Orgel der Firma Eberhard Friedrich Walcker mit der folgenden Disposition:
| Grand-Orgue C–g3 |                  |        |
| 01.              | Bourdon          | 16′    |
| 02.              | Principal        | 08′    |
| 03.              | Bourdon          | 08′    |
| 04.              | Flûte Ouverte    | 08′    |
| 05.              | Dolce            | 08′    |
| 06.              | Viole de Gambe   | 08′    |
| 07.              | Octave           | 04′    |
| 08.              | Flûte à Cheminée | 04′    |
| 09.              | Mixture V        | 02 ⁄3′ |
| 10.              | Trompete         | 08′    |

| Récit Expressif C–g3 |                      |    |
| 11.                  | Geigenprincipal      | 8′ |
| 12.                  | Lieblich Gedeckt     | 8′ |
| 13.                  | Flûte de Concert     | 8′ |
| 14.                  | Salicional           | 8′ |
| 15.                  | Voix Céleste         | 8′ |
| 16.                  | Flûte Traverse       | 4′ |
| 17.                  | Mixture-Cornet III–V |    |
| 15.                  | Hautbois (1967)      | 8′ |

| Pédale C–f1 |             |     |
| 16.         | Soubasse    | 16′ |
| 17.         | Violoncelle | 16′ |
| 18.         | Subbass     | 16′ |
| 19.         | Octavebasse | 08′ |
| 20.         | Violoncelle | 08′ |
| 21.         | Posaune     | 16′ |

- Koppeln: II/I
- Spielhilfen: 4 feste Kombinationen (p – mf – f – tutti).

1964 erfolgte eine Umgestaltung der Orgel durch Ernest Mühleisen, wobei die charakteristisch romantischen Register Aeoline, Voix céleste, Fugara bzw. Hautbois zeitbedingt durch Nasard, Doublette, Tierce und Zimbel ersetzt wurden. 1997 erfolgte eine Wiederherstellung der Orgel nach der ursprünglichen Disposition durch die Firma Walcker.